# Alejandro Sánchez Gómez
Alejandro Sánchez Gómez  (Madrid, 10 de setembre de 1970) és un futbolista i entrenador madrileny, que jugava de defensa.

## Trajectòria esportiva
Sorgit del planter de l'Atlètic de Madrid, va debutar amb el primer equip tot disputant 10 partits entre la 92/93 i la 94/95. Enmig va ser enviat a l'Atlético Marbella, de Segona Divisió on va quallar una bona temporada.
La temporada 1995-1996 arriba a l'Albacete Balompié, amb el qual juga 31 partits i marca un gol. Però l'equip manxec perd la categoria. L'any següent, Alejandro passa la temporada en blanc, i la temporada 97/98 recala al CD Toledo on passarà dues campanyes discretes, igual que a les files del Getafe CF, amb qui jugla temporada 99/00.